# 12608 Aesop
12608 Aesop è un asteroide della fascia principale. Scoperto nel 1960, presenta un'orbita caratterizzata da un semiasse maggiore pari a 2,3213704 UA e da un'eccentricità di 0,1171169, inclinata di 3,52148° rispetto all'eclittica.
L'asteroide è dedicato a Esopo, poeta dell'antica Grecia.